# Life Is Strange 2
Life Is Strange 2 је епизодна авантуристичка игра коју је развио Dontnod Entertainment, а објавио Square Enix. Њених пет епизода је објављено између септембра 2018. и децембра 2019. за PlayStation 4, Windows и Xbox One, а касније и за Linux, macOS и Nintendo Switch. Као главни наставак серије Life Is Strange, радња игре приказује хиспаноамеричку браћу Шона и Данијела док путују дуж западне обале САД као бегунци након што млађи брат открије своје телекинетичке способности. У игри, која се игра из перспективе трећег лица, Шон мора да доноси кључне одлуке које ће довести до различитих ситуација у причи, док се брине о Данијелу.
Након неочекиваног успеха игре „Life Is Strange“ (2015), развој друге игре је почео 2016. године након што је тим завршио малопродајно издање прве игре. Главни креативни тим који стоји иза оригинала вратио се за наставак. Тим је изабрао структуру филма о путовању за разлику од оригиналне игре, а инспирисан је филмовима и романима као што су „Into the Wild“ и „Of Mice and Men“. Иако игра садржи натприродне елементе, прича је углавном заснована на стварности, а тим је искористио прилику да истражи савремена друштвена питања попут расизма, оружаног насиља и нетрпељивости. Игра је најављена у мају 2017. године, а бесплатна демо верзија, „The Awesome Adventures of Captain Spirit“, објављена је у јуну 2018. године како би се представило ново окружење.
Игра је добила генерално позитивне критике по објављивању. Критичари су хвалили причу, однос између Шона и Данијела и начин играња, док је пријем приказаних политичких тема био различит. Критикован је редак распоред објављивања епизода и дијалог. Добила је номинације за вишеструка признања на крају године. Компанија Dontnod је изјавила да је у мају 2021. године преусмерила фокус на развој сопствене интелектуалне својине. Следећа главна игра серије, Life Is Strange: True Colors, коју је развио Deck Nine, објављена је у септембру 2021. године.

## Игра
Life Is Strange 2 је графичка авантура која се игра из погледа трећег лица. Играч преузима контролу над Шоном Дијазом, који је у бегу од полиције са својим млађим братом Данијелом. Шон може ступати у интеракцију са окружењем, скупљати предмете и разговарати са осталим ликовима, преко стабла дијалога. Одлуке које су донете у демо игри The Awesome Adventures of Captain Spirit биће пренете у Life Is Strange 2. Капетан Спирит се поново појављује у другој епизоди. Одлуке у игри Life Is Strange 2 ће довести до различитих исхода у причи и утицати на Данијелово опхођење.

## Прича
Три године након догађаја у првој сезони Life Is Strange, у Сијетлу, Вашингтону, шеснаестогодишњи Шон Дијаз враћа се кући да покупи ствари за прославу. Шон затиче свог деветогодишњег брата Данијела који бива малтретиран од стране суседа Брета Фостера, и интервенише, случајно повредивши Брета док полицајац пролази путем. Полицајац закључи најгоре, те повлачи пиштољ на браћу. Шонов и Данијелов отац Естебан покушава да смири ситуацију, али у забуни бива упуцан и убијен, а изненадна натприродна експлозија убија полицајца и разара улицу. У паници, Шон бежи са Данијелом, пре него што стигне патрола. Сада бегунци, Шон води Данијела из Вашингтона према Пуерто Лобосу у Мексику, родном граду њиховог оца. Данијел се не сећа догађаја, док Шон скрива истину од њега.
Након ноћи проведене у кампу у шуми, браћа стиже у продавницу поред пута, где их власник препознаје, а затим киднапује Шона, док Данијел успева да се сакрије. Данијел му касније помаже да се ослободи, а затим беже из подручја уз помоћ блогера туристе, Бродија Холовеја. Данијел узима штене из продавнице и даје му име Машрум. Броди се од њих растаје близу мотела, неколико миља од Аркејдије Беј (енгл. Arcadia Bay), остављајући их са залихама за остатак путовања. Данијел на вестима сазнаје за смрт њиховог оца и доживљава напад панике, чиме уништава собу, откривајући да поседује моћ телекинезе, па је нехотице одговоран и за ранију експлозију.
Месец дана касније, у децембру 2016, настављајући према југу, Шон помаже Данијелу да контролише своју моћ. Када се Данијел разболи, Шон мења план, па настављају до куће њихове баке и деде, али пре него што се тамо упуте, Машрум је убијена од стране пуме, остављајући Данијела срушеним и бесним, који потенцијално погубљује животињу својим моћима. Браћа се уједињује са баком и дедом, Клер и Стивеном Ренолдсом, који им дозвољавају да остану на неодређено време. Када Данијел покаже интересовање за детаље о његовој мајци Карен, која је напустила породицу убрзо након Данијеловог рођења, Клер одбија покушаје и задржава њену собу закључаном.
Једног дана, Данијел угледа комшију Ренолдсових, Криса Ериксена, како пада из своје кућице на дрвету, и инстинктивно користи своју моћ да га сачува. Крис почиње да верује да има супермоћи, како он и Данијел постају пријатељи. Шон и Данијел такође упознају Касиди и Фина, на божићној пијаци. Браћа касније проваљује у собу мајке Карен и проналази недавно писмо које је Карен послала, у којем изражава жељу да се види са децом, што доводи до сукоба са Клер и Стивеном. Када се Стивен заглави испод срушеног ормара, породица покушава да га ослободи, у моменту када полиција стиже у потрагу за Шоном и Данијелом. Клер одвлачи пажњу полицији, тако да браћа може побећи кроз Ериксеново двориште, у ситуацији где им Крис помаже да побегну непримећени, откривајући да заправо Данијел има моћ, или где Крис бива повређен, због акције полиције која је уследила.

## Развој
Пре почетка продукције, развојни тим Донтнод Ентертеинмента донео је одлуку да ће Life Is Strange 2 истакнути нове ликове и нову локацију, за разлику од оригинала. Вођен од стране директора првог поглавља, Мишела Коха и Раула Барбета, развој је започет 2016. године, када се претходни део нашао у продаји у физичком, Retail издању. Главни писци првог поглавља, Кристијан Дивајн и Жан-Лик Кан, као и композитор Џонатан Морали, такође су репризирали своје улоге. Концепт је урађен по утицају на фотографију Мајка Бродија, који је путовао по Америци и фотографисао скитнице. Игра је структурисана налик друмском филму. Инспирисана је филмом У дивљину и новелом О мишевима и људима. Донтнод је спровео теренска истраживања на Западној обали Сједињених Држава, упознавао људе и радио фотографије. Две главне теме игре су образовање и братство. Користећи Анријал Енџин (енгл. Unreal Engine) погон игре, надоградили су систем за анимацију, физику и сенке. Према Донтноду, један од највећих изазова у развоју била је вештачка интелигенција лика Данијела. Музика ће садржати и оригиналне и лиценциране нумере.

## Објављивање
Прва од укупно пет епизода, Roads (првобитног назива Seattle), објављена је 27. септембра 2018. за Windows, PlayStation 4 и Xbox One. Ферал Интерактив ће верзију епизоде за MacOS и Линукс објавити у 2019. Друга епизода, Rules, објављена је 24. јануара 2019. Трећа епизода, Wastelands, биће објављена 9. маја 2019. У вези са дугим развојем и временским интервалом између издавања епизода, Донтнод је дао изјаву, речима „Life Is Strange серија је пројекат близак нашим срцима и онај за који не желимо да журимо са развојем и тиме не испунимо стандарде квалитета и емотивног утиска који ви, наши играчи, заслужујете. Ово је разлог што до сада нисмо најавили званични датум објављивања [друге епизоде]”.
Дана 21. марта 2019. најављени су датуми издавања преосталих епизода: 3. епизода, 9. мај 2019, 4. епизода, 22. август 2019, и 5. епизода, 3. децембар 2019.

## Рецензија
The Verge је у својој рецензији изјавио да игра „залази у више политичких, правовремених тема”, са првом епизодом смештеном у октобру 2016, непосредно пре избора Доналда Трампа. Ликови вичу о „изградњи зидова” и стрепе шта ће се догодити ако Трамп победи на изборима... и „делује као снажна изјава о америчкој политици током веома напетог периода”. Такође је изјавио да „дијалог је неуобичајен и делује као да је провучен кроз тинејџерски преводилац, али постоје моменти који јесу аутентични...и да је пуно и лепих, тихих тренутака”. Све у свему, утврдио је да можете уживати у игри, чак иако нисте прешли претходне делове.
У свом закључку, IGN је такође дао реч у вези са темељном политичком атмосфером у игри. Прву епизоду је видео као „већу, комплекснију причу, за разлику од претходника, која води на путовање по земљи, Америци Доналда Трампа”, даље запажајући да „иако друштвена критика делује као обимна и прилично неспретна, главна прича о братству између два уверљива лика је изузетно дирљива”, закључивши како „посвећује време ситним детаљима и тихим моментима, што истиче лепоту на коју ретко наилазимо у видео играма”.
GamesRadar био је разочаран игром, рекавши да је имала „спор увод” у нову сезону и, иако „прича поседује неке од невероватно моћних и добро конструисаних тренутака, не одржава се нарочито добро”. Као негативну страну истиче и „недостатак самог играња, у комбинацији са недоследним последицама и одлукама”. Међутим, похвалио је окружења и целокупну атмосферу као „предивно изграђну, уз саундтрек који је незабораван”. Закључио је рецензију речима да ће фанови игре „несумњиво уживати у ономе што је овде, али ће већина очекивати много више од предстојећих епизода...прва, у великој мери, представља само почетак”.
Game Informer је похвалио политичке аспекте, рањивост од испитивања од других „уноси димензију у ликове и повезује ме са њиховом дилемом, притом не делујући форсирано”, и политички наратив је „израђен пажљиво и са детаљима који су довољно аутентични како би функционисало”. Закључио је да сезона почиње „правим кораком, дајући нам интересантне нове ликове, локалитете и занимљиву причу о братству”.

### Признања
| Година | Награђивање                       | Категорија                                              | Резултат   | Референца     |
| ------ | --------------------------------- | ------------------------------------------------------- | ---------- | ------------- |
| 2018.  | Gamescom                          | Најбоља класична игра                                   | Номинација | [ 30 ] [ 31 ] |
| 2018.  | Gamescom                          | Најбоља породична игра                                  | Номинација | [ 30 ] [ 31 ] |
| 2018.  | Gamescom                          | Најбоља рачунарска игра                                 | Номинација | [ 30 ] [ 31 ] |
| 2018.  | Ping Awards                       | Најбоља конзолашка игра                                 | Номинација | [ 32 ] [ 33 ] |
| 2018.  | Ping Awards                       | Најбоља графика                                         | Номинација | [ 32 ] [ 33 ] |
| 2018.  | Ping Awards                       | Најбољи сценарио                                        | Номинација | [ 32 ] [ 33 ] |
| 2018.  | Ping Awards                       | Најбољи саундтрек                                       | Номинација | [ 32 ] [ 33 ] |
| 2018.  | Ping Awards                       | Специјална награда жирија                               | Освојено   | [ 32 ] [ 33 ] |
| 2018.  | Golden Joystick Awards            | Најбољи звучни дизајн                                   | Номинација | [ 34 ] [ 35 ] |
| 2018.  | The Game Awards 2018              | Најбоља прича (1. епизода)                              | Номинација | [ 36 ] [ 37 ] |
| 2018.  | The Game Awards 2018              | Games for Impact (1. епизода)                           | Номинација | [ 36 ] [ 37 ] |
| 2019.  | New York Game Awards              | Herman Melville награда за најбољи наратив (1. епизода) | Номинација | [ 38 ]        |
| 2019.  | 15th British Academy Games Awards | Game Beyond Entertainment                               | Номинација | [ 39 ]        |